# Liste uruguayischer Schriftsteller
Die Liste uruguayischer Schriftsteller gibt einen Überblick über die Schriftsteller Uruguays. Es besteht kein Anspruch auf Vollständigkeit.

## A
- Eduardo Acevedo Díaz (1851–1921)
- Gabriela Acher (* 1944)
- Hugo Achugar (* 1944)
- Francisco Acuña de Figueroa (1791–1862)
- Delmira Agustini (1886–1914)
- Fernando Aínsa (1937–2019)
- Ricardo Alcántara (* 1946)
- Claudia Amengual (* 1969)
- Mario Arregui (1917–1985)

## B
- Pilar Barrios (1889–1974)
- Washington Benavidez (1930–2017)
- Mario Benedetti (1920–2009)
- Amanda Berenguer (1921–2010)
- Horacio Bernardo (* 1976)
- Adolfo Berro (1819–1841)
- Andrea Blanqué (* 1959)
- Samuel Blixen (1867–1909)
- Raúl Montero Bustamante (1881–1958)

## C
- Hiber Conteris (1933–2020)

## D
- Eduardo Dieste (1881–1954)
- Isidore Lucien Ducasse (1846–1870)

## F
- Benjamín Fernández (1925–2000)
- Eleuterio Fernández Huidobro (1942–2016)
- Enrique Fierro (1941/42–2016)
- Emilio Frugoni (1880–1969)

## G
- Eduardo Galeano (1940–2015)

## H
- Felisberto Hernández (1902–1964)
- Bartolomé Hidalgo (1788–1822)

## I
- Juana de Ibarbourou (1895–1979)
- Juan Introini (1948–2013)

## L
- Dámaso Antonio Larrañaga (1771–1848)
- Antonio Larreta (1922–2015)
- Comte de Lautréamont (1846–1870)
- Víctor Manuel Leites (1933–2016)
- Carlos Liscano (1949–2023)
- Antonio Lussich (1848–1928)

## M
- Alejandro Magariños Cervantes (1825–1893)
- Carlos Maggi (1922–2015)
- Jorge Majfud (* 1969)
- Carlos Martínez Moreno (1917–1986)
- José Mujica (1935–2025)

## O
- Juan Carlos Onetti (1909–1994)
- Emilio Oribe (1893–1975)

## P
- Ildefonso Pereda Valdés (1899–1996)
- Cristina Peri Rossi (* 1941)

## Q
- Horacio Quiroga (1878–1937)

## R
- José Enrique Rodó (1871–1917)
- Carlos Real de Azúa (1916–1977)
- Carlos Reyles (1868–1938)
- Emir Rodríguez Monegal (1921–1985)
- Ángel Rama (1926–1983)
- Carlos Roxlo (1861–1926)

## S
- Florencio Sánchez (1875–1910)
- Juan Luis Segundo (1925–1996)
- Fabián Severo (* 1981)
- Armonía Somers (1914–1994)
- Jules Supervielle (1884–1960)

## V
- Javier de Viana (1868–1926)
- Idea Vilariño (1920–2009)
- Ida Vitale (* 1923)

## Z
- Juan Luis Zorrilla de San Martín (1855–1931)
- Alberto Zum Felde (1889–1976)